# Den åbne dørs politik
Den åbne dørs politik er et begreb, der henviser til den udenrigspolitiske situation i Kina omkring århundredeskiftet (1900), hvor en række lande virkede for at sikre sig havnepladser, gennem hvilke handel med det kinesiske fastland kunne ske. I denne situation, hvor USA følte sig truet med at blive lukket ud, pressede man datidens øvrige stormagter til at give tilsagn om, at de ikke ville misbruge deres kontrol over de enkelte havne til at forhindre andre landes skibe i at besejle disse. Med andre ord: love at holde døren (eller havnen) åben for alle.
Den åbne dørs politik sigtede mod at modvirke tiltag til aktivt eller passivt at forhindre lande, der måtte ønske at handle på et bestemt land eller område (uden for Europa). Sådanne tiltag kunne være tildelingen af særlige begunstigelser eller opstillingen af særlige forhindringer sådanne steder, som hidtil ikke havde haft udenrigshandel af betydning, og hvor en given kolonimagt kunne befrygtes at ville sikre sig kontrol over udenrigshandelen med dels de fordele, dette kunne give kolonimagten, dels de ulemper, det kunne medføre for det således kontrollerede land eller område.

## Congo
Princippet om den åbne dørs politik blev første gang fremsat på Berlinkonferencen 1885 angående Congo, hvor det vedtoges, at alle nationers handel i dette land skulle nyde fuld frihed. Siden viste denne beslutning sig dog kun af ringe praktisk betydning.

## Kina
Gennembruddet for princippet om den åbne dørs politik var, da USA i september-november 1899 ved en henvendelse til Storbritannien stillede formelle krav om, at dette land ville yde sin medvirken til at opretholde princippet om den åbne dørs politik i Kina. Forud havde USA rettet henvendelse til alle stormagter: Frankrig, Italien, Japan, Rusland, Storbritannien og Tyskland med anmodning om, at de ville opretholde princippet om den åbne dørs politik, og alle lande havde – for at undgå et tilsagn – svaret, at de ikke kunne forpligte sig selv inden, at alle andre nationer havde givet tilsvarende tilsagn. I juli erklærede den amerikanske udenrigsminister John Hay, at alle landene i princippet havde givet tilsagn. Den amerikanske henvendelse gav anledning til en udtalelse fra den daværende engelske udenrigsministers, lord Salisbury's, side gående ud på, at Storbritannien principielt stedse havde handlet ud fra den grundsætning, at alle nationers borgere skulle have lige adgang til kommerciel virksomhed i Kina, og at man ikke havde næret noget ønske om at fravige denne regel i forbindelse med landets besiddelsen af Wei-hai-wei. I forlængelse af dette tilsagn sluttede Storbritannien 16. oktober 1900 en traktatmæssig overenskomst med Tyskland om at opretholde den åbne dørs politik i Kina, og for denne overenskomst fik de øvrige magters tilslutning.
I 1902 protesterede USA's regering over for Ruslands overtagelse af kontrollen i Manchuriet i forlængelse af bokseropstanden som en krænkelse af princippet om den åbne dørs politik. Da Japan overtog kontrollen i det sydlige Manchuriet efter den russisk-japanske krig 1904-1905, aftalte regeringerne i Japan og USA principielt at opretholde princippet. I 1909 dannedes et internationalt bank-konsortium til godkendelse af alle lån til finansiering af kinesiske jernbaneanlæggelser, og 1917 udvekslede de to lande noter, hvori det hed, at princippet om den åbne dørs politik ville blive respekteret, men at USA anerkendte, at Japan havde særlige interesser i området (Lansing-Ishii-aftalen). Principperne om den åbne dørs politik blev yderligere svækket ved indgåelsen af en række aftaler i 1917, hvor efter de allierede stillede Japan i udsigt at overtage de hidtidige tyske besiddelser i Kina i tilfælde af et gunstigt udfald af krigen.

## Marokko
Et andet tilfælde, hvor princippet om den åbne dørs politik på fremtrædende måde trådte i forgrunden, indtraf få år efter i forbindelse med Marokko-spørgsmålet, idet Tyskland her optrådte som princippets fortaler over for Frankrig. Den kontrovers, som heraf opstod, førte til, at Frankrig og Tyskland den 28. september 1905 indgik en overenskomst om, at »opretholde den økonomiske frihed« i Marokko.

## Mexico
Den mexicanske revolution og de internationale spørgsmål, den gav anledning til, bragte atter princippet om den åbne dørs politik i anvendelse, navnlig fra amerikansk side, denne gang over for Mexico.

## Et begreb og et redskab
For at fjerne en af årsagerne til krig eller international uvilje blev det i mellemkrigstiden bragt på bane at gøre princippet om den åbne dørs politik i det store og hele gældende over alt, hvor europæiske magter konkurrerede om at underlægge sig områder i andre verdensdele.
1921-1922 indkaldtes til Washington-konferencen, hvor ni lande erklærede i forhold til Kina at ville fastholde den åbne dørs politik, dog uden at aftale virkemidler til princippets opretholdelse. Aftalen trådte de facto ud af kraft, da Japan i 1931 støttede Manchuriet og fik oprettet den formelt selvstændige, reelt japanske lydstat Manchukuo.